# Das große Buch der Magie
| Das große Buch der Magie | Das große Buch der Magie                      |
| ------------------------ | --------------------------------------------- |
| Erscheinungsland         | DDR                                           |
| Herausgeber              | Henschelverlag Kunst und Gesellschaft, Berlin |
| Ersch.Jahr               | 1968                                          |
| Aufmachung               | gebunden                                      |
| Illustrationen           | 210 s/w Illustrationen                        |
| Sprache(n)               | Deutsch                                       |
| Seitenumfang             | 240                                           |
| Thema                    | Lehrbuch mit 176 Kunststückbeschreibungen     |
| ISBN                     | nicht vorhanden                               |
| Autor                    |                                               |
| Jochen Zmeck             |                                               |

Das große Buch der Magie von Jochen Zmeck ist eine umfangreiche Sammlung von Zauberkunststücken zum Selbst-Erlernen. Dabei behandelt der Autor in neun Kapiteln nahezu alle Bereiche der darstellenden Zauberkunst: Kunststücke für die Bühne, für den Nahbereich, Mental- und Kartenzauberkunst.
Die Kunststücke werden teilweise mit Vorführanregungen beschrieben.
Auf der dritten Umschlagseite ist ein Couvert mit 7 Spielkarten eingeklebt. Die Illustrationen des Buchs schufen Rudolf Peschel und Barbara Tucholke.
Das Buch gehört mit zu den Standardwerken für Zauberkünstler.

## Kapitel
1. Kapitel: Das große Programm
2. Kapitel: Mikromagie
3. Kapitel: Kartenkunst
4. Kapitel: Auf Hofzinsers Spuren
5. Kapitel: Mentalmagie
6. Kapitel: Zauberspiel unserer Sinne
7. Kapitel: Scherz, Spiel und Spaß
8. Kapitel: Für jeden etwas
9. Kapitel: Die Kunst des Bezauberns

## Buchbesprechung
- Magie, Vereinsorgan des Magischen Zirkels von Deutschland, Heft 11, November 1968, S. 657
- Magische Welt, Heft 6, 17. Jahrgang, 1968, S. 202

## Auflagen/Ausgaben
1. Ausgabe 1968, siehe Infobox
2. Auflage Henschelverlag Berlin 1970